# Cyprinus yunnanensis
Cá chép Vân Nam (danh pháp hai phần: Cyprinus yunnanensis) là một loài cá thuộc chi Cá chép trong họ Cá chép. Loài này sinh sống ở hồ Kỷ Lộc thuộc Vân Nam, Trung Quốc.

## Cước chú
- Ranier Froese và Daniel Pauly (chủ biên). Thông tin Cyprinus yunnanensis trên FishBase. Phiên bản tháng 10 năm 2024.